# Winkling (Gemeinden Dietach, Kronstorf, Steyr)
Winkling ist eine Ortslage im Unteren Ennstal im Traunviertel in Oberösterreich wie auch Ortschaft der Gemeinde Kronstorf im Bezirk Linz-Land, Ortschaft der Gemeinde Dietach im Bezirk Steyr-Land und Ortschaftsbestandteil der Stadt Steyr, dort auch Maria im Winkl genannt.

## Geographie
Die Gegend befindet sich um die 23 Kilometer südöstlich von Linz und um die 5 Kilometer nördlich von Steyr. Sie erstreckt sich über etwa 5 km am linken (westlichen) Ufer der Enns. Sie umfasst die beiden Mäander der Enns zwischen der Stadt Steyr und Kronstorf.
Einige zerstreute Häuser im Norden, im Bereich des Ennsknies oberhalb vom Kraftwerk Mühlrading gegenüber von Ernsthofen, bilden die Kronstorfer Ortschaft Winkling, zu der auch die Häusergruppe Am Steinfeld gehört. Sie umfasst etwa 20 Adressen mit um die 25 Einwohnern (1. Jänner 2024: 22). Die Ortschaft gehört zur Katastralgemeinde Stallbach.
| Plaik (O) Enns                                         | Ernsthofen (Gem. Ernsthofen, Bez. Amstetten, NÖ) | Rubring (O, Gem. Ernsthofen, Bez. Amstetten, NÖ)                              |
| Oberstallbach Stallbach (O) Unterstallbach Pühring (O) | Kompassrose, die auf Nachbargemeinden zeigt      | Enns Aigenfließen (O) Loderleiten (beide Gem. Ernsthofen, Bez. Amstetten, NÖ) |
| Staning Winkling (O) (beide Gem. Dietach)              | Enns                                             | Unterburg Dorf an der Enns (O) (beide Gem. Haidershofen, Bez. Amstetten, NÖ)  |

Südlich, gegenüber von Hainbuch, erstreckt sich die Dietacher Ortschaft Winkling. Zu ihr gehören die beiden Rotten Staning an der Enns beim Kraftwerk Staning, und Asang zur Kante der Traun-Enns-Platte hin (hier Leiten oder Steinwände genannt), mit einigen weiteren Häusern. Sie umfasst zusammen etwa 40 Adressen mit um die 110 Einwohnern (1. Jänner 2024: 125). Die Katastralgemeinde ist Unterdietach.
| Oberstallbach Stallbach (O) (beide Gem. Kronstorf) | Pühring (O, Gem. Kronstorf)                                       | Winkling (O, Gem. Kronstorf)                                                     |
| Stadlkirchen (O) Heuberg (O)                       | Kompassrose, die auf Nachbargemeinden zeigt                       | Enns Hainbuch Dorf an der Enns (O) (beide Gem. Haidershofen, Bez. Amstetten, NÖ) |
| Dietachdorf (O)                                    | Maria im Winkl (Stat. Bez. Winkling/Hausleiten, O. u. Std. Steyr) | Enns                                                                             |

Ennsaufwärts, durch das Waldgebiet Dietacher Holz getrennt, befindet sich in der Ennsschlinge bei Haidershofen noch die Rotte Maria im Winkl. Sie umfasst etwa 20 Adressen. Diese Ortslage gehört zum statistischen Bezirk Winkling/Hausleiten und zur Katastralgemeinde Gleink von Steyr.
|                               | Winkling (O, Gem. Dietach) Enns                                                             | Hainbuch Dorf an der Enns (O) (beide Gem. Haidershofen, Bez. Amstetten, NÖ) |
| Dietachdorf (O, Gem. Dietach) | Kompassrose, die auf Nachbargemeinden zeigt                                                 |                                                                             |
| Gartenbauer                   | Haidershofen (Std. Steyr u. O, Gem. Haidershofen, Bez. Amstetten, NÖ; beiderseits der Enns) |                                                                             |

## Geschichte und Infrastruktur
Der Ort ist schon 1292 als Winchlarn urkundlich. Der Name ist ein unechter -ing-Name, er steht zur Zugehörigkeitsbezeichnung -ar[e]n im Sinne ‚bei den Leuten im [Gelände-]Winkel‘. Bis in das 19. Jahrhundert finden sich noch häufig die Schreibungen Winklin, Winkln oder Winkl. Letztere Form gilt für den Steyrer Teil heute amtlich.

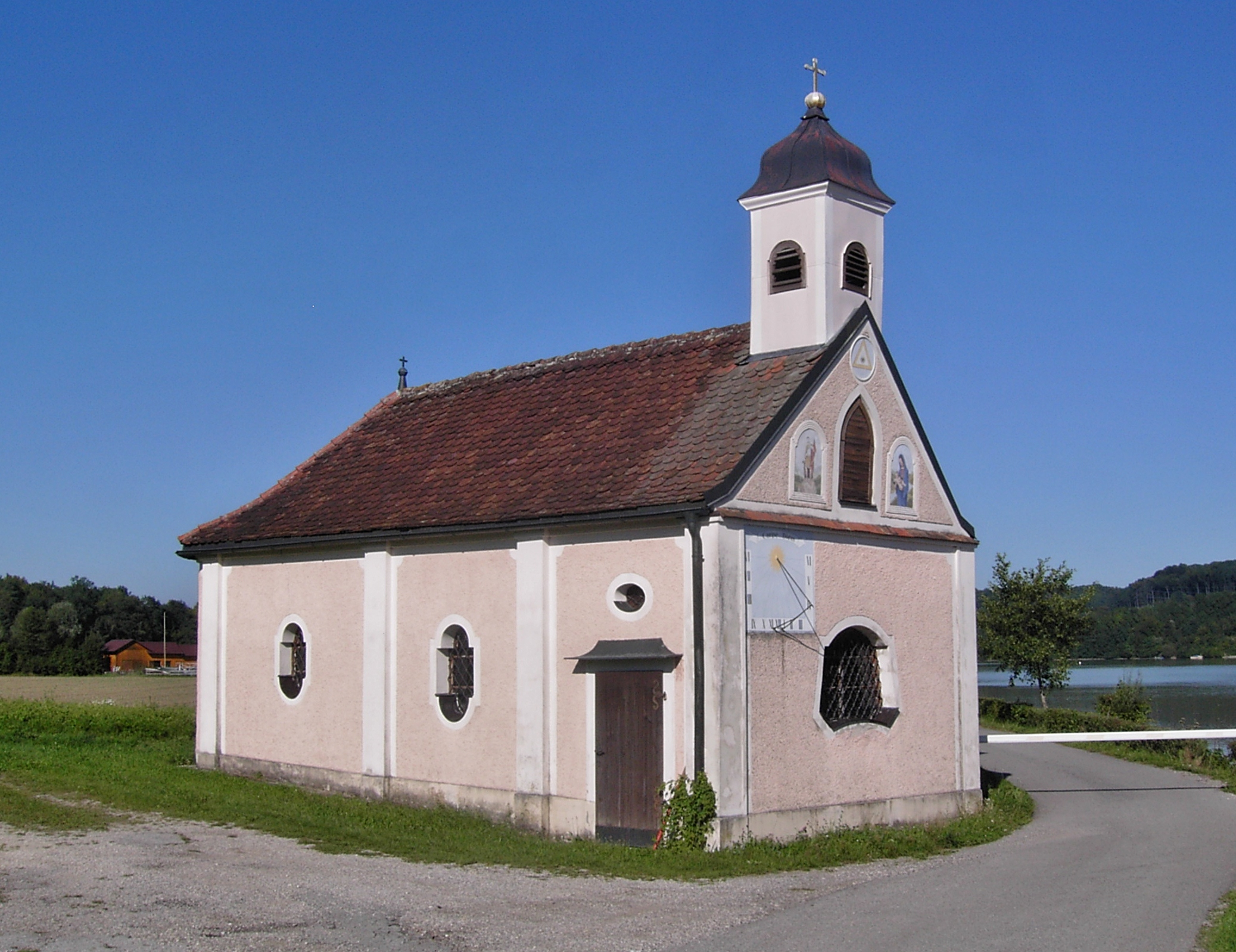
Wallfahrtskapelle Maria Winkling

Die Kapelle Maria Winkling entstand 1775, für eine nach dem großen Hochwasser 1736 angeschwemmte Marienstatue Maria in der Glorie, die zum Wallfahrtsziel wurde. Dieses Hochwasser hatte das untere Ennstal schwer verwüstet.
In Kronstorf bestanden bis in das 19. Jahrhundert die beiden Ortsteile Oberwinkling (auf der Niederterrasse) und Unterwinkling (direkt am Ennsufer). Unterwinkling ist (bis auf ein Haus) abgekommen.
Die Ortslage war schon von alters her zwischen den Pfarren Dietach und Gleink, beide seit dem Hochmittelalter zum Benediktinerstift Gleink gehörig, geteilt. In den 1830er Jahren entstanden zwei Steuergemeinden, die mit Schaffung der Ortsgemeinde nach 1848/49 auf die beiden Gemeinden Gleink und Kronstorf verteilt wurden. Nach dem Anschluss 1938 wurde Gleink aufgelöst, sodass Winkling dann zur Stadt Steyr, Wolfern und Kronstorf gehörte. Nach Kriegsende 1945 wurde Dietach eigenständig, seither gehört Winkling zu diesen drei Gemeinden.

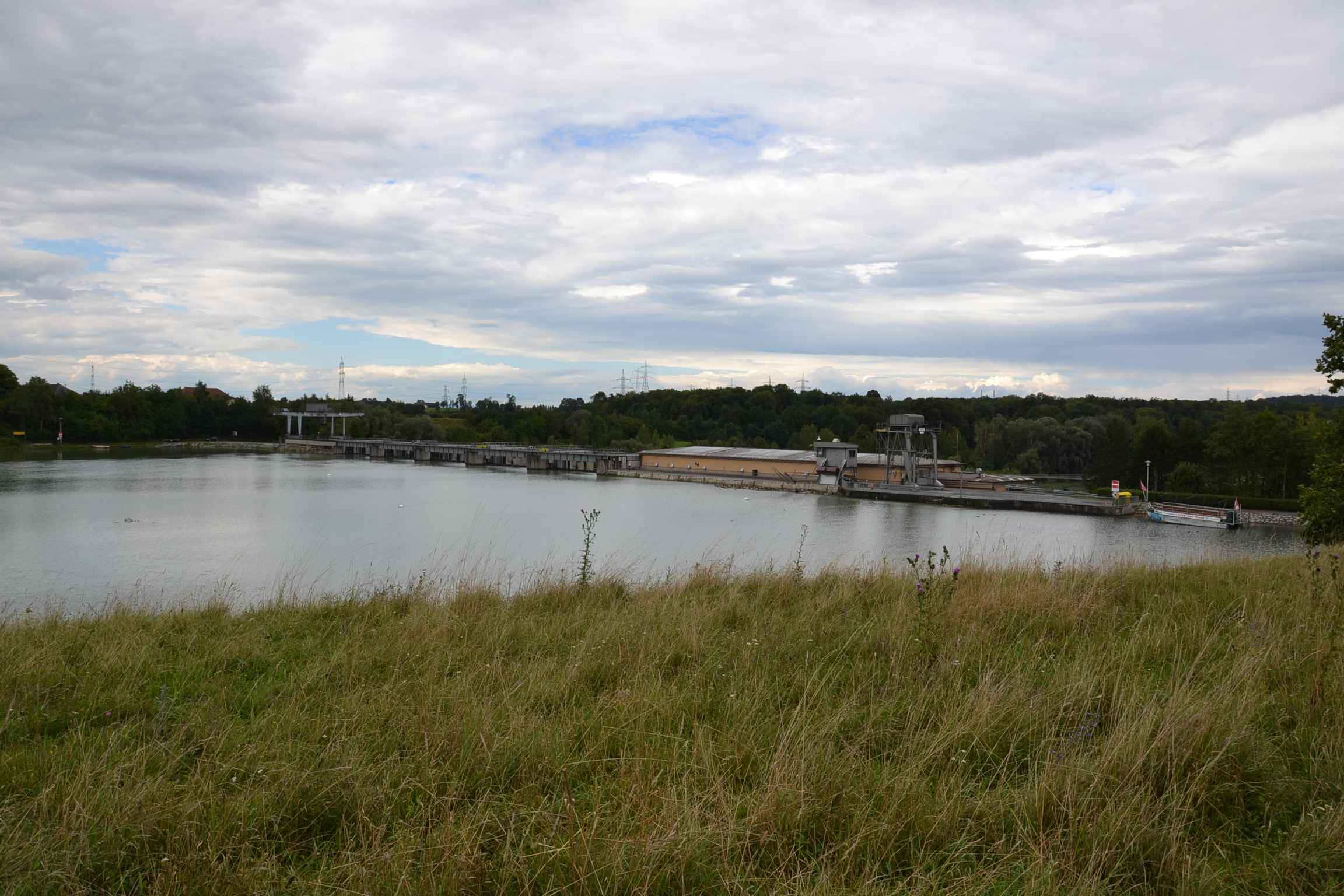
KWK Staning, mit der Terrassenkante hier direkt an der Enns (fernes Ufer).

Mit dem Bau der Ennskraftwerke Staning und Mühlrading wurde schon 1941 begonnen, sie gingen aber erst 1946 respektive 1948 in Betrieb, und gehören heute zur Ennskraftwerke AG. Dadurch gerieten insbesondere das Kronstorfer Unterwinkling und das Steyrer Maria im Winkl in die Staubereiche und verloren einigen Grund, die Kapelle Maria Winkling steht heute direkt am Wasser.
Im Dietacher Teil liegt eine große Schottergrube mit Transportbetonwerk, die von Bernegger betrieben wird. Die Anlage wurde 2002 in Betrieb genommen und wird sukzessive erweitert und renaturiert.